# استیو اسرائیل
استیو اسرائیل (به انگلیسی: Steve Israel) نمایندهٔ حوزه انتخابیه سوم نیویورک از حزب دموکرات ایالات متحده آمریکا در مجلس نمایندگان ایالات متحده آمریکا است که برای نخستین‌بار در ۱۱ ژانویه ۲۰۰۱ میلادی به‌عضویت این مجلس درآمد.